# Resolució 1672 del Consell de Seguretat de les Nacions Unides
La Resolució 1672 del Consell de Seguretat de les Nacions Unides fou adoptada el 25 d'abril de 2006. Després de recordar les resolucions 1556 (2004), 1591 (2005), 1651 (2005) i 1665 (2005) sobre la situació al Sudan el Consell va imposar sancions financeres i financeres a quatre individus sudanesos per la seva participació en el conflicte del Darfur. Va ser la primera vegada que es van adoptar sancions contra els individus de la regió.
Les mesures, imposades en virtut del Capítol VII de la Carta de les Nacions Unides, es van prendre contra Sheikh Musa Hillal, un líder del govern sudanès que va donar suport a la milícia Janjaweed al Darfur i el comandant general Mohamed Elhassen, comandant de la regió militar occidental del Sudan. També es van sancionar dos comandants rebels: Gabriel Abdul Kareen Badri del Moviment Nacional per a la Reforma i el Desenvolupament, i Adam Yacub Shant, cap de l'Exèrcit i Moviment d'Alliberament del Sudan.
Al mateix temps, el Consell de Seguretat va destacar el seu compromís amb la pau al Darfur, la fi de la violència i l'aplicació del Acord de Pau Complet.
La resolució 1672 va ser aprovada per 12 vots a favor i cap en contra, i tres abstencions de la Xina, Qatar i Rússia. Tots tres tenien reserves sobre l'aplicació de les sancions als individus afectats.